# بوفورينو
بوفورينو (الروسية: Поворино) هي إحدى مدن روسيا في الكيان الفدرالي الروسي فورونيج أوبلاست.